# Eble II de Ventadorn
Eble II de Ventadorn (posterior a 1086 - Montecassino, 1155) fou vescomte de Ventadorn, un dels quatre vescomtats del comtat de Poitiers, i un trobador occità.

## Vida
Eble II de Ventadorn fou fill del vescomte Eble I i d'Almodis de Montberon. Eble II es casà amb Alis (o Agnès) de Montluçon, filla de Guilhem de Montluçon, amb qui tingué tres fills: Eble III de Ventadorn, el protector de Bernart de Ventadorn; Guilhem, que esdevindria senyor d'Ussel; i Arquimbaut. Eble II morí a Montecassino el 1155, retornant de la Segona Croada (1145-1149).

## Obra pòetica
Se sap que Eble II fou poeta però cap de les seves poesies ha estat conservada; potser no van ser mai posades per escrit. Tanmateix els documents d'arxiu l'anomenen Ebolus Cantator i el cronista Jofre de Vigeois diu erat valde gratiosus in cantilenis ("era molt dotat per les cançons"); també se'n diu que usque ad senectam alacritatis carmina dilexit ("fins a la vellesa li agradaven les cançons alegres").
Diversos trobadors citen també Eble II com a trobador: Cercamon en el planh per Guilhem X d'Aquitània de 1137 (Lo planh comens iradamen), Marcabru abans de 1149 en L'iverns vai e·l temps s'aizina,Bernart de Ventadorn en Lo tems vai e ven e vire i Guerau de Cabrera abans de 1160 en l'ensenhament Cabra joglar.
És d'imaginar que compartí l'activitat literària amb el seu senyor i també trobador Guillem IX d'Aquitània, comte de Poitiers i duc d'Aquitània, el primer trobador amb obra coneguda, cosa que Jofre de Vigeois testimonia i corrobora amb una anècdota narrada per Riquer (p. 142-143).
Els estudiosos de la poesia trobadoresca han fet alguns intents per atribuir a Eble II algunes poesies que apareixen com a anònimes en els cançoners o atribuïdes a altres trobadors. Tanmateix, de com hauria estat la poesia d'Eble no en tenim cap noció definitiva.